# Gregg Chillin
Greg Chillingrian (15 de diciembre de 1988), más conocido como Gregg Chillin, es un actor inglés conocido por haber interpretado a Owen Norayan en la serie Being Human, por prestar su voz para varios videojuegos de Harry Potter y por haber dado vida a Zo en la serie Da Vinci's Demons. Más recientemente interpretó a Doménico Michele durante las tres temporadas de A Discovery of Witches (2018), de Deborah Harkness.

## Carrera
En 2002 apareció como personaje recurrente en la penúltima temporada de la serie The Queen's Nose, donde interpretó a Jack. También interpretó la voz de Ron Weasley en los videojuegos Harry Potter and the Sorcerer's Stone y en Harry Potter and the Chamber of Secrets. Entre 2004 y 2005, prestó su voz nuevamente para el personaje de Ron en los videojuegos Harry Potter and the Prisoner of Azkaban y en Harry Potter and the Goblet of Fire. En 2006 interpretó a Trey Harper en la serie policíaca The Bill, apareció por primera vez en la serie en 2004, cuando interpretó a Michael Holmes durante el episodio # 204. En 2007 interpretó a Ash Chopra en la serie Nearly Famous hasta la cancelación del programa. Ese mismo año dio vida a Satnam Patel en la serie médica Holby City. Ese mismo año prestó su voz para un miembro de la banda de Dudley en el videojuego Harry Potter and the Order of the Phoenix. En 2009 apareció como personaje recurrente en la primera temporada de la serie Being Human, donde interpretó a Owen Norayan.
En 2010 se unió al elenco de la película 4.3.2.1, donde interpretó a Manuel; ese mismo año apareció en la película Huge, donde interpretó a Kayvan. En 2011 interpretó a Pepe Spadola en el primer episodio de la miniserie Zen, la cual fue protagonizada por el actor Rufus Sewell. Ese mismo año prestó su voz para hacer las voces adicionales del videojuego Harry Potter and the Deathly Hallows: Part II. En 2012 apareció como invitado en un episodio de la serie Kidnap and Ransom, donde interpretó a Mahavir Mehta, el responsable del primer secuestro y novio de la secuestradora Leela Nishad (Hasina Haque). Ese mismo año apareció en el thriller Twenty8k, donde dio vida a Ricky Shah. En 2013 se unió al elenco de la serie Da Vinci's Demons, donde interpretó a Zoroaster "Zo" hasta el final de la serie en 2015.

## Filmografía

### Series de televisión
| Año             | Título             | Personaje          | Notas                                  |
| --------------- | ------------------ | ------------------ | -------------------------------------- |
| 2017 - presente | Still Star-Crossed | Mercutio           | -                                      |
| 2016            | Scott & Bailey     | SCAS. Neil Simpson | 3 episodios                            |
| 2013 - 2015     | Da Vinci's Demons  | Zoroaster "Zo"     | 27 episodios                           |
| 2012            | Leaving            | Jonah              | 3 episodios                            |
| 2012            | Kidnap and Ransom  | Mahavir Mehta      | 3 episodios                            |
| 2012            | Inside Men         | Riaz               | 4 episodios                            |
| 2011            | Zen                | Pepe Spadola       | episodio "Vendetta" - miniserie        |
| 2009            | Being Human        | Owen Norayan       | 5 episodios                            |
| 2008            | Waking the Dead    | Nabil              | episodio "Sins: Part 1"                |
| 2007            | Nearly Famous      | Ash Chopra         | 6 episodios                            |
| 2007            | Holby City         | Satnam Patel       | episodio "Close Relations"             |
| 2006            | Jackanory          | Príncipe Sohrab    | episodio "The Magician of Samarkand"   |
| 2006            | The Bill           | Trey Harper        | episodio # 417                         |
| 2005            | If...              | Mickey             | episodio "If... TV Goes Down the Tube" |
| 2004            | The Mysti Show     | Rob                | 2 episodios                            |
| 2003            | Star               | Mitch              | -                                      |
| 2002            | The Queen's Nose   | Jack               | 6 episodios                            |

### Películas
| Año  | Título                        | Personaje      | Notas |
| ---- | ----------------------------- | -------------- | --- |
| 2013 | The Last Witch                | Daniel         | junto a Steve Bell, James Thornton, Katherine Kelly, Maimie McCoy y Anne Reid                                    |
| 2012 | Twenty8k                      | Ricky Shah     | junto a Kaya Scodelario, Stephen Dillane, Nathalie Emmanuel, Parminder Nagra, Kierston Wareing y Jonas Armstrong |
| 2010 | Nocturn                       | Dan            | corto - junto a Jennie Jacques y Tamzin Malleson                                                                 |
| 2010 | Huge                          | Kayvan         | junto a Noel Clarke, Johnny Harris, Ralph Brown, Thandie Newton, Tamsin Egerton y Russell Tovey                  |
| 2010 | Pulse                         | Rafee Hussein  | junto a Stephen Campbell Moore, Arsher Ali, Claire Foy y Emily Beecham                                           |
| 2010 | 4.3.2.1                       | Manuel         | junto a Ophelia Lovibond, Emma Roberts, Tamsin Egerton, Andrew Harwood Mills y Adam Deacon                       |
| 2008 | Regent Street                 | Gus            | corto - junto a Melkorka Óskarsdóttir y Claudia Solti                                                            |
| 2006 | A Good Year                   | Hip Hopper     | junto a Freddie Highmore, Albert Finney, Russell Crowe y Rafe Spall                                              |
| 2003 | Little Wolf's Book of Badness | Sanjay         | corto - junto a Alexander Pownall, Michael Gambon, David Thewlis, Kevin Whately y Richard Hope                   |
| 2002 | Epsteins Nacht                | Jochen Epstein | junto a Otto Tausig, Bruno Ganz, Annie Girardot y Nina Hoss                                                      |
| 2002 | Green-Eyed Monster            | Renato         | junto a Hugo Speer, Gregor Truter, Rakie Ayola y Ray Stevenson                                                   |

### Videojuegos
| Año  | Título                                        | Personajes        | Notas                             |
| ---- | --------------------------------------------- | ----------------- | --------------------------------- |
| 2011 | Harry Potter and the Deathly Hallows: Part II | Voces Adicionales | prestó su voz para los personajes |
| 2007 | Harry Potter and the Order of the Phoenix     | Amigo de Dudley   | prestó su voz para el personaje   |
| 2005 | Harry Potter and the Goblet of Fire           | Ron Weasley       | prestó su voz para el personaje   |
| 2004 | Harry Potter and the Prisoner of Azkaban      | Ron Weasley       | prestó su voz para el personaje   |
| 2002 | Harry Potter and the Chamber of Secrets       | Ron Weasley       | prestó su voz para el personaje   |
| 2002 | Harry Potter and the Sorcerer's Stone         | Ron Weasley       | prestó su voz para el personaje   |

### Teatro
| Año  | Obra            | Personaje | Director (a) | Teatro                 | Notas |
| ---- | --------------- | --------- | ------------ | ---------------------- | ----- |
| 2008 | The Miracle/DNA | Mark      | -            | Royal National Theatre | -     |
| -    | Invasion        | -         | Lucy Kerbel  | Soho Theatre           | -     |